# 村田ジャンクション
村田ジャンクション（むらたジャンクション）は、宮城県柴田郡村田町足立にある、東北自動車道と山形自動車道を接続するジャンクション。

## 歴史
- 1988年（昭和63年）10月13日：山形自動車道・村田JCT - 宮城川崎IC間開通に伴い、供用開始（この時は暫定2車線で供用）[1]。
- 1997年（平成9年）11月28日：山形自動車道・村田JCT - 笹谷IC間が4車線化[1]。

## 接続する道路

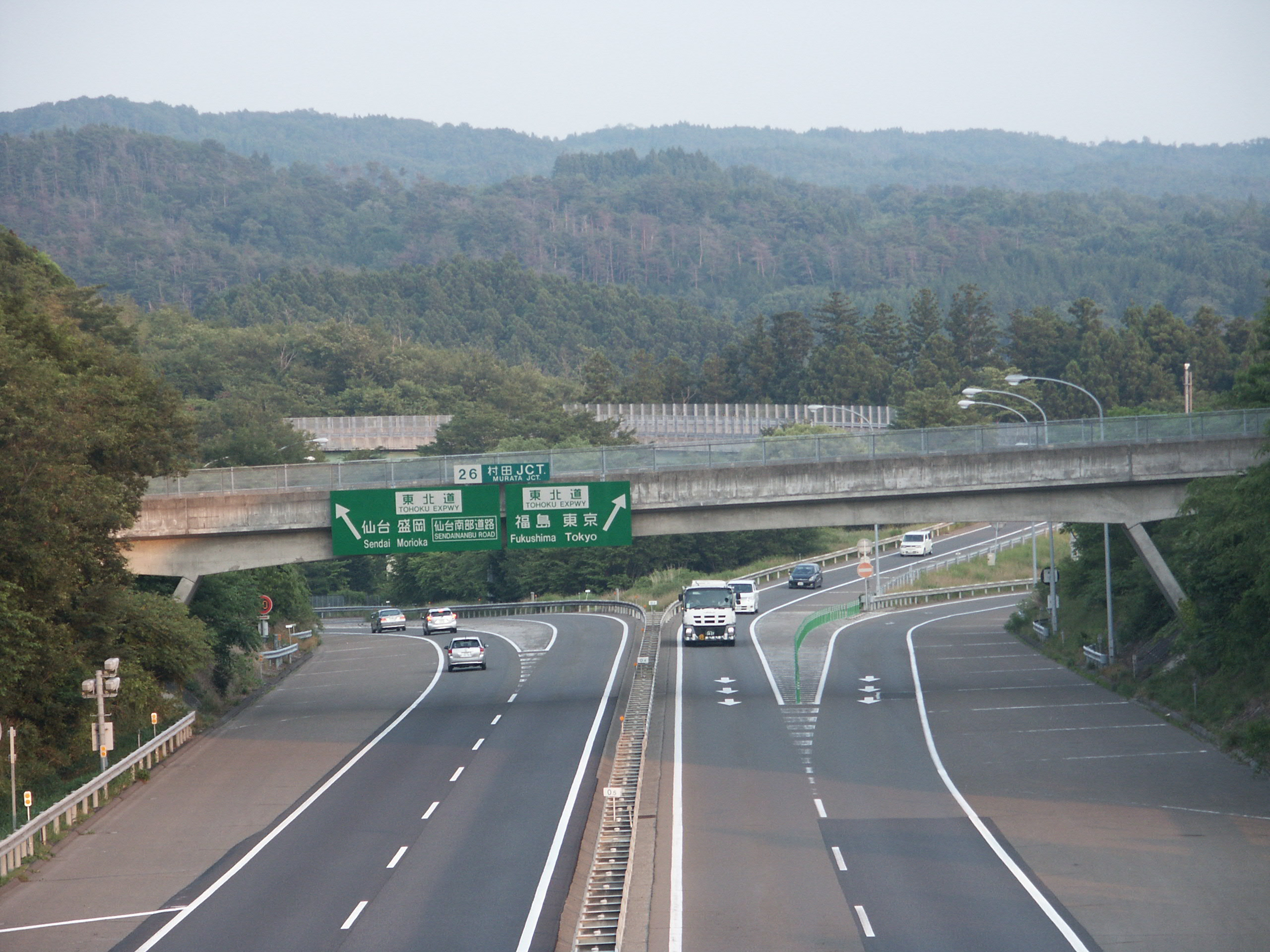
山形自動車道側分岐・合流付近

- E4 東北自動車道（26番）
- E48 山形自動車道(26番)

## 隣
E4 東北自動車道
(25) 村田IC - (26) 村田JCT - (26-1) 菅生PA/SIC - (27) 仙台南IC
E48 山形自動車道
(26) 村田JCT - (1) 宮城川崎IC